# 1976 في جمهورية أيرلندا
فيما يلي قوائم الأحداث التي وقعت خلال عام 1976 في جمهورية أيرلندا.

## سياسة

### انتهاء فترة المنصب
- 2 ديسمبر – توماس فيتزباتريك Minister for the Environment, Climate and Communications [الإنجليزية]‏.

## ظهور
- 1 يناير – يو تو

## مواليد

### أبريل
- 20 أبريل – شاي غيفن لاعب كرة قدم أيرلندي.
- 24 أبريل – ستيف فينان لاعب كرة قدم أيرلندي.

### مايو
- 25 مايو – كيليان مورفي ممثل أيرلندي.
- 31 مايو – كولين فاريل ممثل أيرلندي.

### يوليو
- 28 يوليو – كولن كينا ملاكم أيرلندي.

### أغسطس
- 18 أغسطس – روبي موراي ملاكم أيرلندي.
- 29 أغسطس – ستيفن كار لاعب كرة قدم أيرلندي.

### أكتوبر
- 21 أكتوبر – أندرو سكوت

## وفيات

### يناير
- 5 يناير – جون أ كوستيلو (مواليد 1891) سياسي أيرلندي.